# Datsjoe-Borzoj

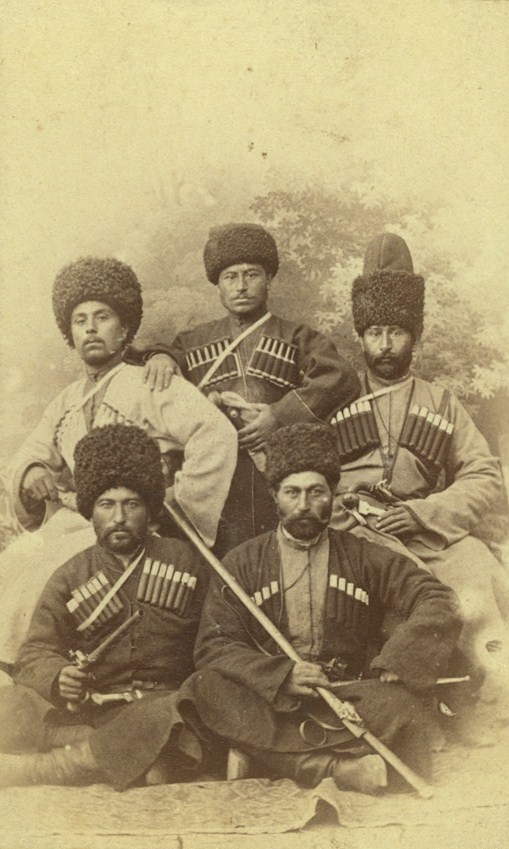
Deelnemers van een schietwedstrijd bij een bruiloft

Datsjoe-Borzoj (Russisch: Дачу-Борзой, Tsjetsjeens: Доча-Борзе, Dotsja-Borze) is een dorp van de Russische deelrepubliek Tsjetsjenië.
De stad ligt aan de rivier de Argoen op 2.042 kilometer ten zuiden van Moskou in de Tsjetsjeense bergen. Het wordt sinds eeuwen bewoond door de Vasjtro, Sjoeatoj en Borzoj waarvan er nog theoretisch weinig stammen over zijn. Het is vooral bekend voor zijn diversiteit aan bergen, natuur en rivieren (Argoen). Volgens lokale ouderen is het dorp meer dan 6000 jaar oud. Dit is niet te bevestigen.

## Geschiedenis
Er zijn echter geen geschreven bronnen om de geschiedenis van Datsjoe-Borzoj te bevestigen, enkel vertellingen door lokale ouderen.

## Naamgeving
De naam Datsjoe-Borzoj is afgeleid van het oud-Tsjetsjeens "Daar gaan wij bij de wolven zitten". 
Het dorp was oorspronkelijk een nederzetting die later een dorp werd. De stichter was een persoon, die volgens lokale bewoners, twaalf zonen had.

## Tactische ligging
Het dorp is zeer hoog gelegen en heeft nog steeds oude uitkijkposten uit de geschiedenis. Rond de 19de eeuw, waarbij het toenmalig Keizerrijk Rusland aanvallen pleegde op het dorp, was er een heel goeie tactiek die de lokale leiders gebruikten om de Russen buiten te houden. De hoge ligging gaf hen de mogelijkheid om aankomende Russische troepen te zien en zich voor te bereiden.

## Eerste Tsjetsjeense oorlog
Tijdens de Eerste Tsjetsjeense oorlog was Datsjoe-Borzoj een centraal punt van de strijd. De oorlog was hevig volgens lokale bewoners. Na een groot aantal conflicten binnen het gebied, werden de Russen uiteindelijk uitgedreven door kleine milities. De schade in het dorp was matig.

## Inwoners
| Jaar | Bevolkingsaantal |
| ---- | ---------------- |
| 2010 | 1791             |
| 2012 | 1829             |
| 2013 | 1839             |
| 2014 | 1840             |
| 2015 | 1876             |
| 2016 | 1883             |